# Djizîa

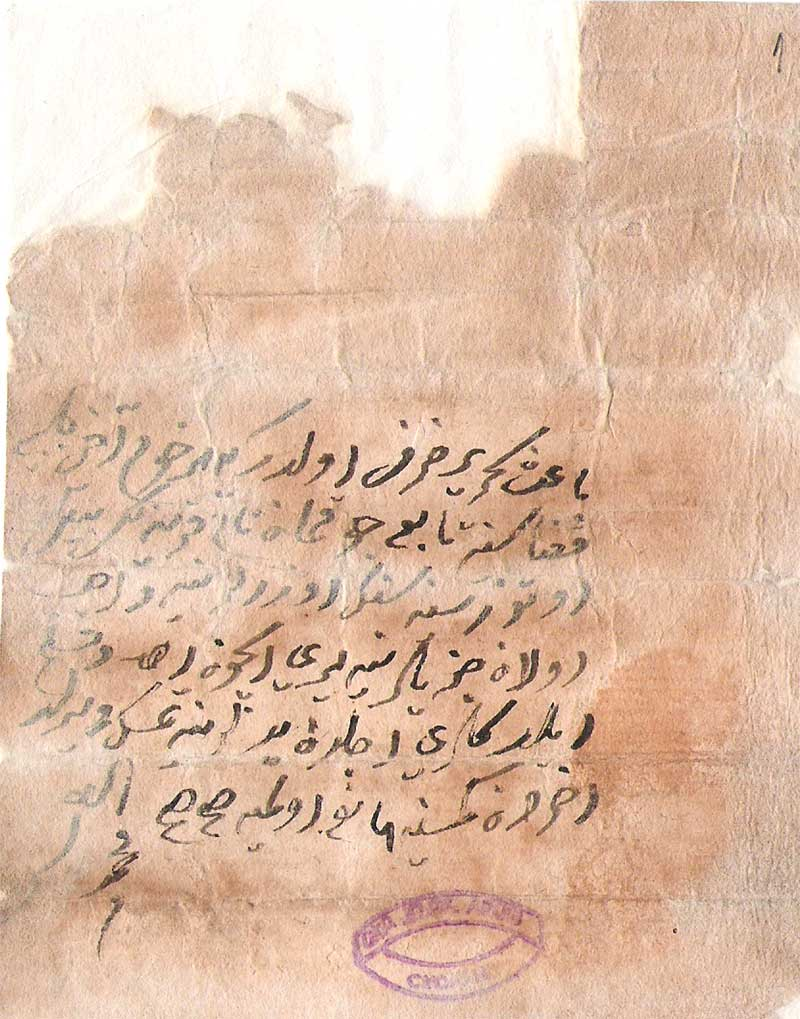
Document imposant la djiizîa pour les villageois dhimmis de Chokmanovo à Smolyan (Bulgarie) dans l'ancien empire ottoman, 1615.

La jizîa, djizîa ou djizîat, suivant les transcriptions (arabe : جزية ǧizyah API : [dʒizja] ; turc ottoman : جزیه, turc : cizye), est dans le monde musulman un impôt annuel de capitation évoqué dans le Coran et collecté sur les hommes pubères non musulmans (dhimmis) en âge d'effectuer le service militaire contre leur protection — en principe,.

## Présentation
Alors que les non-musulmans vivant sur les territoires de « Dar al-Islam » sont tenus de payer la djizîa, certains dhimmis en sont théoriquement exemptés : les femmes, les enfants, les personnes âgées, les infirmes, les esclaves, les moines, les anachorètes, et les déments,,. En sont également exemptés ceux des dhimmis qui sont autorisés à porter les armes pour effectuer un service militaire,,,,, tout comme ceux qui n'ont pas les moyens de la payer, selon certaines sources,,
Le montant de la djizîa, habituellement fixe et annuel, dépend de la capacité financière du redevable, mais connaît des variations,.
Cette taxe n'est plus imposée actuellement par les États-nations dans le monde musulman,, même s'il existe des rapports de cas d’organisations comme les talibans pakistanais et Daesh qui essayent de faire revivre la pratique dans les territoires qu'ils contrôlent,,, ou encore d'autres cas en Égypte, ou dans certaines prisons occidentales.
D'après Khaled Abou El Fadl, la majorité des musulmans rejettent actuellement le système de la dhimma, qui inclut la djizîa, et le considèrent comme étant inapproprié à l'âge des États-nations et des démocraties.

## Étymologie et signification
Les orientalistes « retiennent avec incertitude une origine araméo-syriaque du mot gzîthâ, mot lui-même très vraisemblablement emprunté au pehlevi gazidag, vocable qui sous les Sassanides désignait une taxe par tête ». La domination perse sur l’Arabie du Sud laisse supposer « que ce mot ait pu transiter vers l’arabe hedjazien via le sud arabique ». Cependant, l’origine arabe du terme jizya est plus probable. « Du point de vue étymologique, l’on peut... supposer que le terme « jizya » ait eu à l’origine le sens de tribut en fonction de la racine arabe jazâ puis que lorsque l’islam post-coranique en fit une taxe de capitation à appliquer aux Gens du Livre, il prit fonction et sens empruntés au gazidag sassanide ».
Les commentateurs et orientalistes divergent donc sur la définition et l'étymologie du mot djizîa :
- La traduction du Coran de Muhammad Habib Shakir (en) emploie le mot « taxe » pour traduire djizîa, alors que le linguiste Muhammad Asad (Juif converti à l'islam) utilise l'expression « taxe d'exemption ». Au XXe siècle, Marmarduke Pickthal et Arthur John Arberry la traduisent par le mot « tribut ».
- Selon Abou Nahla Al’Ajamî[26], les« philologues arabes font dériver jizya de la racine jazâ / rétribuer, ce terme aurait ainsi le sens de rétribution en compensation de la vie sauve et de la protection. En ce cas, la jizya correspond au tribut que devait payer la tribu vaincue à ses vainqueurs en signe de soumission et de dépendance, pratique courante dans le monde bédouin et jusqu’aux guerres modernes. La jizya n’est donc pas un impôt de « capitation », mais « tribut de capitulation » »[2].
- Yusuf Ali a choisi de translittérer le terme en jizyah. Pour lui aussi, le sens de la racine du mot djizîa est « compensation »[27],[28], alors que pour Muhammad Asad, c'est « satisfaction »[27].
- Al-Raghib al-Isfahani, un lexicographe musulman classique du XIIe siècle, définit la jizya comme « une taxe qui est perçue à charge des dhimmis et qui est nommée ainsi car elle est établie en échange de la protection qui leur est garantie. »[29]
- Selon le Britannique Muhammad Abdel-Haleem, le terme « impôt par tête » ne traduit pas le mot arabe djizîa, car il ne prend pas en compte les exemptions accordées aux enfants, femmes, etc., alors qu'un impôt par tête est par définition levé sur chaque individu (tête) sans considération de genre, d'âge, ou même de capacité contributive. Il fait remarquer que le verbe racine de la djizîa est j-z-y, qui signifie « récompenser quelqu'un pour quelque chose », « payer ce qui est dû en échange de quelque chose ». Il ajoute qu'elle est établie en retour de la protection d'un état musulman avec tous les bénéfices qui en résultent, comme les exemptions du service militaire et des taxes que paient les musulmans telle que la zakât[30].
- Aux IXe – Xe siècles, l'historien al-Tabari relate que certains membres de la communauté chrétienne auraient demandé à Omar ibn al-Khattâb, compagnon de Mahomet, s'ils pouvaient référer à la djizîa par le terme sadaqah, qui veut dire littéralement « charité », une demande qu'Omar a acceptée[31],[32],[33].
- Pour l'historien contemporain Arthur Stanley Tritton, la djizîa en Occident et kharâj dans l'Ouest arabique signifiaient « un tribut ». Elle était aussi nommée jawali à Jérusalem[34],[35]. Selon Shemesh, Abu Yusuf, Abu Ubayd, Qudama, Khatib et Yahya ont utilisé les termes jizya, kharaj, ushr et tasq comme synonymes[36].

## Fondements

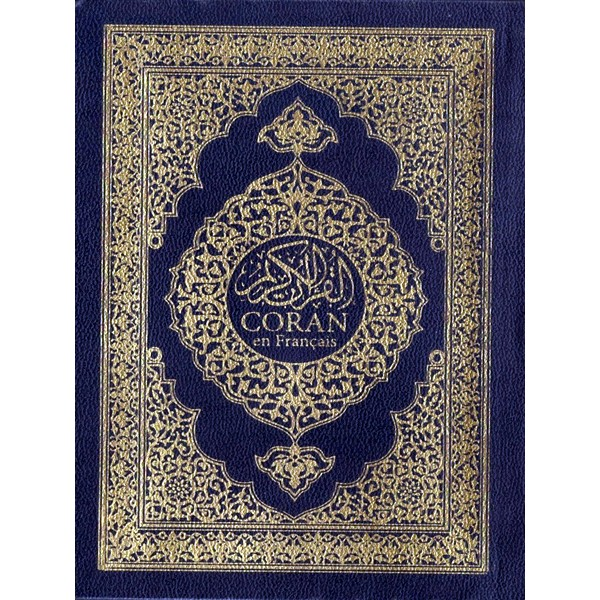
Coran en français.

Le Coran évoque la jizya en un seul et unique verset (sourate 9 verset 29), selon la traduction standard : « Combattez ceux qui ne croient ni en Allah ni au Jour dernier, qui n’interdisent pas ce qu’Allah et Son messager ont interdit et qui ne professent pas la religion de la vérité, parmi ceux qui ont reçu le Livre, jusqu’à ce qu’ils versent la capitation/al–jizya par leurs propres mains, après s’être humiliés. » Pour la majorité des juristes et savants musulmans, la djizîa est un impôt spécial perçu à charge de certains non-musulmans en échange de la responsabilité de protection assumée par les musulmans contre toute forme d’agression,,,,,, et pour exempter les non-musulmans du service militaire,,,,,,, mais aussi pour l'aide financière accordée aux pauvres.
Dans un traité conclu par le général Khalid ibn al-Walid, compagnon de Mahomet, avec des villes des environs de Hira, il est stipulé : « Si nous vous protégeons, alors la djizîa nous est due ; mais si nous ne le faisons pas, alors elle n'est pas due », :

« Après qu'Abu ʿUbaydah eut conclu un traité de paix avec le peuple de Syrie et a collecté d'eux la jizîa et la taxe sur les terres agraires (kharâj), il a été informé que les Romains se préparaient pour une éventuelle guerre contre lui et que la situation devenait critique pour lui et les musulmans. Abu ʿUbaydah a alors écrit aux gouverneurs des villes avec lesquels un traité avait été conclu qu'ils devaient rendre les sommes collectées au titre de djizîa et kharâj et dire à leurs sujets : « Nous avons appris qu'une puissante armée s'avançait contre nous, c'est pourquoi nous vous avons remboursé les sommes qui avaient été perçues. En effet, vous nous aviez versé cet argent en échange de notre protection et de notre défense, et nous nous étions engagés à accomplir ce devoir. Nous sommes à présent incapables de tenir parole. Si, malgré tout, Dieu nous accorde la victoire sur les Byzantins, vous pouvez considérer que nous sommes tenus à ce à quoi nous nous sommes engagés dans notre accord mutuel », »

L'orientaliste Thomas Walker Arnold donne l'exemple de la tribu d'al-Jurajima, une tribu chrétienne au bord d'Antioche qui a « fait la paix avec les musulmans, leur promettant d'être leurs alliée et de combattre de leur côté dans la bataille, en condition de ne pas payer la jizîa et de recevoir une juste part du butin ». Il ajoute que même les musulmans ont été contraints de payer une taxe s'ils étaient exemptés du service militaire, tout comme les non-musulmans,.
La djizîa est légiférée au VIIe siècle à travers le statut de dhimmi contenu dans ce qu'on appelle le pacte d'Omar « qui assujettissait juifs et chrétiens à l’autorité musulmane mais leur garantissait un traitement meilleur qu’aux autres ennemis de l’islam... (en les protégeant) des masses musulmanes qui avaient interdiction de porter atteinte à leur intégrité physique »,.
Le paiement du tribut de la djizîa est l’une des trois possibilités offertes à tout ou partie des non-musulmans vivant en terre d'islam : soit le paiement du tribut, soit la conversion à l’islam, soit l’épée avec pour conséquence l’asservissement des prisonniers, des enfants et des femmes, et la mainmise des musulmans sur les biens des vaincus.

## La djizîa à l’ère classique

### Assujettissement et exemption
Si les premiers juristes musulmans Abou Hanifa et Abu Yusuf déclarent qu'il faut exiger la djizîa à tous les non-musulmans sans distinction, d'autres juristes plus extrémistes n'autorisent pas plus tard la djizîa pour les idolâtres vivant en terre d'islam mais leur permettent seulement de choisir entre la conversion à l'islam et la mort.
Outre certains des Samaritains, des Sabéens, des Nazaréens, des zoroastriens (al-majus), les hindous ou les bouddhistes, les dhimmis assujettis à la djizîa en terres musulmanes étaient majoritairement des gens du Livre, juifs et chrétiens,,,.
Certains juristes musulmans ont exempté de la djizîa les femmes, les enfants, les personnes âgées, les infirmes, les esclaves, les moines, les anachorètes, et les déments,,. Pour le juriste hanbalite Al-Qâdî Abû Ya'lâ, « Il n'y a point de Djizîa sur les pauvres, les personnes âgées, et ceux qui souffrent de maladies chroniques ». Des rapports historiques parlent d'exemptions accordées par le second calife Omar à un vieux Juif pauvre et aveugle ainsi qu'à d'autres dans une situation comparable,,,,,,. Ibn Qayyim écrit au XIVe siècle que l'opinion apparente de l'imam Ahmad Ibn Hanbal est que les paysans et laboureurs sont aussi exemptés de la djizîa.
Néanmoins, selon l'islamologue (en) Kristen A. Stilt, les sources historiques indiquent qu'en Égypte mamelouke, la pauvreté n'excusait pas nécessairement le dhimmi de payer l'impôt, et les garçons aussi jeunes que neuf ans pouvaient être considérés comme des adultes à des fins fiscales, ce qui rendait la taxe particulièrement lourde pour les familles nombreuses et pauvres, et beaucoup ont dû se cacher pour éviter la prison,. Ashtor et Bornstein-Makovetsky déduisent également des documents de la Guéniza du Caire que la djizya a été prélevée en Égypte chez les dhimmis à partir de l'âge de neuf ans au XIe siècle et même pour des membres décédés de la famille,.

### Montant de la djizîa
Au temps de Mahomet, le taux de djizîa était d'un dinar par an imposé aux hommes dhimmis à Médine, La Mecque, Khaybar, au Yémen et à Nejran. Par la suite, le montant de la djizîa n'a plus été uniforme. Omar, le deuxième des « califes bien guidés » du VIIe siècle, a fixé au cours de son califat des petits montants pour la djizîa : quatre dirhams pour les riches, deux dirhams pour la classe moyenne, et seulement un dirham pour les actifs pauvres : les personnes salariées, ou celles qui fabriquent ou vendent des biens. Abû 'Ubayd insiste que les dhimmis ne doivent ni être chargés au-delà de leurs capacités, ni amenés à souffrir. Ibn Qudamah dit que l'impôt minimum est bien d'un dinar et que l'imam local doit faire la ijtihad (raisonnement, calcul) pour établir les autres montants mais qu'il n'y a pas de limite supérieure. À l'opposé, Ibn Khaldun indique que la djizîa a fixé des limites qui ne peuvent pas être dépassées.
L'impôt musulman pouvait aussi être versé en nature : bétail, marchandises, effets ménagers (même des aiguilles) étaient acceptés,.
L'enseignante et essayiste Barbara Lefebvre précise néanmoins que « si la jizya était graduée, elle était aussi exigée des veuves, des orphelins et même des défunts » et qu'encore au XIXe siècle, les dhimmis étaient « exposés à l'arbitraire du calife ou d'un sultan plus autocrate que le précédent (qui) augmentait la djizîa déraisonnablement pour pousser à la conversion », avant son abolition en 1856 par l'empire ottoman.

#### Répartition
Khâlid b. al-Walîd, compagnon de Mahomet, écrit dans un message adressé aux gens d'Al-Hira : « [...] en outre, toute personne qui deviendrait inapte au travail, ou qu'un malheur aurait frappé, ou bien qui, de riche deviendrait pauvre, le rendant ainsi dépendant de la générosité de ses coreligionnaires, sera exonéré par moi de la djizîa, et recevra l'aide du Trésor Public des musulmans, pour lui et pour les personnes dont il a la charge, et ce aussi longtemps qu'il demeurera en terre d'Islam (dâr al-Islam) »,,,,. Selon Hasan Shah[Qui ?], les femmes, enfants et indigents non musulmans sont non seulement exemptés de la djizîa, mais ils ont droit à des pensions du trésor public.
Pourtant, sous d'autres autorités, à d'autres époques, l'impossibilité de payer la djizîa pouvait occasionner des châtiments corporels, une peine d'emprisonnement et pis, la réduction en esclavage des dhimmis,.

### Cérémonie et collecte
Selon notamment Ann Lambton, la djizîa islamique devait être payée dans des conditions rituellement humiliantes. Au gré des différents pouvoirs musulmans, de nombreuses règles de vexation sont édictées pour humilier le dhimmi lors du paiement de cette taxe, souvent assorti de molestations physiques comme « une gifle ou un coup de bâton pour bien marquer l’inégalité de nature entre celui qui donnait et celui qui recevait »,,.
Connaissant l'importance que les Juifs accordaient à leur barbe (importance qu'ils partageaient d'ailleurs avec eux), des musulmans pouvaient pratiquer ce cérémonial dégradant que décrit le diplomate Antoine Fattal en se basant sur une source du XIe siècle : « Le Dimmi se présentera le dos courbé et la tête baissée, il posera l'argent dans la balance, tandis que le percepteur le saisira par la barbe et lui administrera un soufflet sur chaque joue,. » En contraste, le juriste chaféite et exégète des hadiths du XIIIe siècle Al-Nawawī, s'exprime sur ceux qui imposent une humiliation lors du payement de la djizîa : « Concernant cette pratique mentionnée, je ne suis au courant d'aucun support sain pour elle dans ce respect, et elle est seulement mentionnée par les savants de Khurasan. La majorité des savants disent que la djizîa est à prendre avec douceur, comme la personne va recevoir une dette. L'opinion fiable et correcte est que cette pratique (d'humiliation) est invalide et ceux qui l'ont conçue doivent être réfutés. Il n'y a point de narration disant que le Prophète ou l'un des caliphes bien guidés a fait quelconque chose comme cela lors de la collection de la djizîa »,,. À la même époque, Ibn Qudama Al-Maqdisi a lui aussi rejeté cette pratique et a noté que Mahomet et les caliphes bien guidés ont encouragé à ce que la djizîa soit collectée avec douceur et gentillesse,,.

### Dans les faits
Alors que le paiement de cet impôt spécial qu'est la djizîa était censé octroyer en contre-partie protection aux Gens du Livre (ahl al-kitab), dans les faits, son acquittement n'évitait pas toujours les brimades voire les violences physiques contre ces dhimmis,. « Au Maroc, entre 1862 et 1912, dans les rapports des maîtres d’école de l’Alliance israélite universelle, une litanie d’actes de sadisme emplit des centaines de pages ».
En effet, l'imam français Tareq Oubrou reconnaît que « Le concept de dhimma visait à l’origine à mettre les juifs, les chrétiens et les autres minorités à l’abri des conversions forcées et à leur garantir la dignité humaine. Malgré son aspect humaniste, en phase avec l’époque, il fut souvent mal interprété et mal appliqué. Ainsi, au cours de l’histoire musulmane, des exactions furent commises à l’égard de ces minorités ».

## Coran
Cet impôt de capitation islamique trouve sa source dans la sourate 9,29 du Coran :

« Combattez ceux qui ne croient point en Dieu ni au Jour dernier, qui ne regardent point comme défendu ce que Dieu et son apôtre ont défendu, et à ceux d'entre les hommes des Écritures qui ne professent pas la vraie religion. Faites-leur la guerre jusqu'à ce qu'ils payent le tribut de leurs propres mains et qu'ils se soient soumis. »

Selon le commentaire de ce verset par Abū Ḥayyān : « ils sont ainsi décrits car leur façon [d'agir] n'est pas celle de ceux qui croient en Dieu ». Le commentaire de ce verset d'Ahmad Al-Maraghī dit : « C'est-à-dire, combattez ceux mentionnés quand les conditions qui nécessitent la guerre sont présentes, c'est-à-dire, dans le cas d'une agression contre vous ou votre pays, oppression et persécution contre vous à cause de votre foi, ou d'une menace contre votre sûreté et sécurité, comme c'était le cas par les Byzantins, ce qui a mené à la bataille de Tabouk. » Dans tous les cas, il n'y a rien dans le Coran qui stipule que ne pas croire ni en Dieu ni au jour dernier est en soi une raison pour être combattu.
Ici ʿan yad (de leurs propres mains), est interprété par certains comme signifiant que les dhimmis doivent payer directement, sans intermédiaire et sans délai. D'autres disent que l'expression réfère à sa réception par les musulmans et veut ainsi dire « généreusement » comme dans l'expression « avec une main ouverte », car la décision de payer la djizîa est une forme de munificence qui a averti un état de conflit. M.J. Kister[Qui ?] comprend 'an yad comme étant une référence à l’habilité et les moyens suffisants du dhimmi. Similairement, l'intellectuel syrien Rashid Rida prend le mot Yad dans un sens métaphorique et lui donne une relation à la capacité financière de la personne redevable du paiement. Mohamed Nagib Al-Moti'i[Qui ?] définit la soumission "Sirar" (صغار) par « l'obéissance aux lois islamiques ».
Selon l'interprétation de l'auteur Abou Nahla Al’Ajamî,, le combat contre « ceux qui ne croient qui en Dieu, ni au Jour dernier » ne peut concerner les Juifs et les chrétiens car les trois religions monothéistes partagent ces mêmes croyances. L'expression « ceux d'entre les hommes des Écritures » ou « parmi ceux qui ont reçu le Livre » confirme le fait que tous les Juifs et chrétiens en terre musulmane ne peuvent être combattus et concernés par la djizîa mais seulement certains (min) parmi eux. Il précise en outre que la djizia s'inscrit dans le contexte historique du pacte de Ḥudaybiyya (traité de non agression) conclu avec les polythéistes et certaines tribus alliées juives, chrétiennes et même arabes du temps de Mahomet, et que « des manipulations exégétiques dont a fait l’objet (le verset 29) afin de l’asservir à la volonté politique et à la logique d’exploitation financière mises en place bien après le Coran par le pouvoir califal impérial » ont permis sa généralisation,.
La Sîra (biographie) précise la pensée de Mahomet en mentionnant ses propos : « Celui, en revanche, qui reste juif ou chrétien, on ne peut le contraindre à quitter sa religion. Mais, dans tous les cas, il doit payer un tribut d’un dinar, qu’il soit mâle ou femelle, qu’il soit libre ou esclave. En échange de la jizya, il aura la protection de Dieu et de son Envoyé. Sinon, il sera considéré comme l’ennemi de Dieu et de son envoyé ».

## Histoire
La taxation des « Gens du Livre » vivant en terres d’islam aurait été plus vraisemblablement mise en place sous le califat omeyyade que sous l’autorité du « pacte d‘Umar » du début du VIIIe siècle. « De plus, cette jizya n’a connu sa forme définitive de taxe d’assujettissement qu’en la période abbasside, imposant alors de fait le statut de dhimmi ». Ainsi, la notion de jizya serait « postérieure au Coran et (il) ne s’agit là que d’une interprétation asservie aux besoins de l’Empire islamique ayant de plus en plus de populations chrétiennes et juives sous sa domination ».

### Le cas indien
En 1564, l'empereur moghol Akbar, influencé par des idées syncrétiques, supprima la djizîa originellement instaurée par le sultanat de Delhi. Cependant, son arrière-petit-fils Aurangzeb, souhaitant un retour à l'islamisation dans son pays, la rétablit en 1679. Elle était prélevée sur les hindous (ainsi que sur les jaïns, bouddhistes et sikhs), largement majoritaires dans l'empire.

### Période contemporaine
La djizîa n'est plus imposée dans les nations musulmanes,.
Pour l'érudit musulman pakistanais Sayyid Abul Ala Maududi, la djizîa devait être ré-imposée aux non-musulmans dans les nations musulmanes. Le qatari Yusuf al-Qaradâwî a lui aussi pris cette position dans les années 1980. Par la suite il a toutefois reconsidéré sa position juridique sur ce point, en expliquant : « de nos jours, alors que la conscription militaire est devenue obligatoire pour tous les citoyens — musulmans et non musulmans — il n'y a plus de place pour tout paiement, que ce soit au nom de la djizîa ou d'autre chose ». La majorité des musulmans rejettent le système de dhimma, qui inclut la djizîa, et le considèrent comme étant inapproprié à l'âge des États-nations et des démocraties.
Néanmoins, la djizîa est réapparue dans des territoires contrôlés par des Talibans ou Daesh,,,, notamment aussi dans l'Égypte de Mohamed Morsi,, à travers les déclarations de quelques responsables musulmans et même dans certaines prisons occidentales où des détenus musulmans la réclament aux détenus non musulmans sauf s'ils se convertissent.